# Maykop-Ulyap-Maykop
La Maykop-Ulyap-Maykopr es una carrera ciclista rusa de un día que discurre por la región de Maikop. Creada en 2015, forma parte del UCI Europe Tour en categoría 1.2. 

## Palmarés
| Año  | Ganador      | Segundo         | Tercero      |
| ---- | ------------ | --------------- | ------------ |
| 2015 | Ivan Balykin | Timoféi Kritski | Roman Maikin |

## Palmarés por países
| País  | Victorias |
| ----- | --------- |
| Rusia | 1         |